# Housatonic Meadows State Park
Housatonic Meadows State Park ist ein State Park im US-Bundesstaat Connecticut auf dem Gebiet der Gemeinde Sharon. Er hat eine Fläche von 183 ha (452 acre) und bietet die Möglichkeit zum Picknicken, Angeln und im Winter Ski zu laufen.

## Geographie
Der Park zieht sich von Norden nach Süden auf dem rechten Ufer des Housatonic River entlang. Carse Brook und Hatch Brook sind zwei Zuflüsse des Housatonic, die den Park durchqueren. Der Park wird eingeschlossen von einem Teil des Housatonic State Forest, einem Waldgebiet mit 4409 ha Fläche. Der Appalachian Trail durchquert ihn.